# Lacus Timoris
El Lacus Timoris (Llac de la Por) és una petita mar de la cara visible de la Lluna situat en la seva part meridional.
El llac té un diàmetre 153.65 quilòmetres. Al nord-est es troba el cràter Haidinger i al sud-oest el cràter Epimenides, de 21 i 22 km de diàmetre respectivament. El nom va ser aprovat per la Unió Astronòmica Internacional en 1976.